# Glamour of the Kill
Glamour of the Kill, aussi connu sous le nom de GOTK, est un groupe de metalcore britannique, originaire de York, en Angleterre. Le 23 juillet 2015, ils annoncent leur séparation en raison d'un manque d'argent. Il était composé de Davey Richmond (chant et basse), Mike Kingswood (guitare), Chris Gomerson (guitare) et Ben Thomson (batterie). Ils comptent au total deux albums studio, The Summoning (2011), et Savages (2013).

## Biographie

### Débuts (2007–2009)
Glamour of the Kill est formé en janvier 2007. Leur nom s'inspire d'une phrase issue de la chanson I am Hollywood du groupe He Is Legend. Ils publient leur première démo-EP Through the Dark They March la même année, et tournent avec des groupes comme Bullet for My Valentine, Darkest Hour, Architects, et Avenged Sevenfold. En 2008, le groupe publie son premier album au label indépendant Siege of Amida Records. Intitulé Glamour of the Kill, il comprend une version réenregistrée de leur chanson à succès Rise from Your Grave, issue de leur précédent EP. Le groupe joue plus tard au Download Festival.
L'année 2009 assiste à des tournées du groupe avec Escape the Fate et Wednesday 13. Ils jouent aussi dans plusieurs festivals comme le Sonisphere, un festival européen organisé pour Metallica et Linkin Park. Il tournent ensuite avec DragonForce au Royaume-Uni en hiver. La chanson A Hope in Hell est incluse dans le jeu vidéo Dirt 2.

### The Summoning(2010–2011)
En 2010, ils jouent à l'Eurosonic Festival, aux Pays-Bas, avec comme soutien Yashin. Le groupe joue aussi au Powerfest, à Amsterdam, puis au stage Red Bull du Download Festival. Le 28 octobre 2010, le groupe annonce son premier album The Summoning. Le 13 novembre 2010 sort une vidéo de leur premier single, Feeling Alive.
Le 24 janvier 2011, Glamour of the Kill publie son premier album, The Summoning, qui est soutenu par une tournée britannique de 29 dates, démarrant le 17 février et se terminant le 2 avril au Cockpit à Leeds. Leur chanson Feeling Alive deviendra la bande son du jeu vidéo Dirt 3. Le 5 octobre 2011, Glamour of the Kill sera l'un des groupes à tourner au Forever the Sickest Kids UK Tour avec Decade et Action Item. Ils jouent à Norwich, Birmingham, Manchester, Leeds, Glasgow, Cardiff, Portsmouth et Londres. La tournée prend fin le 13 octobre à Londres. Pour la première fois, Glamour of the Kill joue son album dans son intégralité à Manchester, Newcastle, York et Leicester entre le 15 et le 18 décembre.

### Savageset séparation (2012–2015)
Le groupe ouvre pour We Came as Romans et Alesana avec Iwrestledabearonce en Europe entre janvier et février. Ils rejoignent ensuite Yashin et Dear Superstar en Europe en mars et avril. Ils jouent ensuite au Jägermeister Music Tour, avec Skindred, Therapy? et Black Spiders à l'O2 Academy de Newcastle-upon-Tyne le jeudi 12 avril 2012. Peu après, ils signent avec eOne Entertainment Music. En octobre, ils s'envoilent pour les États-Unis pour la tournée Inked Music Tour avec Alesana, In Fear and Faith, Vampires Everywhere et This or the Apocalypse. En novembre et décembre, ils entrent en studio pour l'enregistrement d'un deuxième album avec le producteur Joey Sturgis et l'ingénieur-son Nick Scott.
En septembre 2013, Glamour of the Kill tourne avec The Defiled en soutien à Motionless in White à leur Infamous UK Tour 2013. En mars et avril 2014, le groupe tourne avec Heaven's Basement à leur tournée Welcome Home Tour. Le 23 juillet 2015, ils annoncent leur séparation dû à un manque d'argent.

## Membres
- Davey Richmond – chant, basse (2007–2015)
- Mike Kingswood – guitare solo, chœurs (2007–2015)
- Chris Gomerson – guitare rythmique, chœurs (2007–2015)
- Ben Thomson – batterie, chœurs (2007–2015)

## Discographie

### Albums studio
- 2011 : The Summoning
- 2013 : Savages

### EP
- 2007 : Through the Darkness They March
- 2008 : Glamour of the Kill
- 2014 : After Hours

### Apparitions
- 2008 :  2 Minutes to Midnight (sur la compilation Maiden Heaven: A Tribute to Iron Maiden)